# Habichtskräuter
Die Habichtskräuter (Hieracium) bilden eine Pflanzengattung in der Familie der Korbblütler (Asteraceae). Die Gattung umfasst sehr viele Arten (siehe unten) mit zahlreichen Unterarten, die teilweise sehr schwer zu bestimmen sind. Durch unterschiedliche Fortpflanzungs- und Kreuzungsmöglichkeiten ist auch die Einordnung schwierig.

## Beschreibung

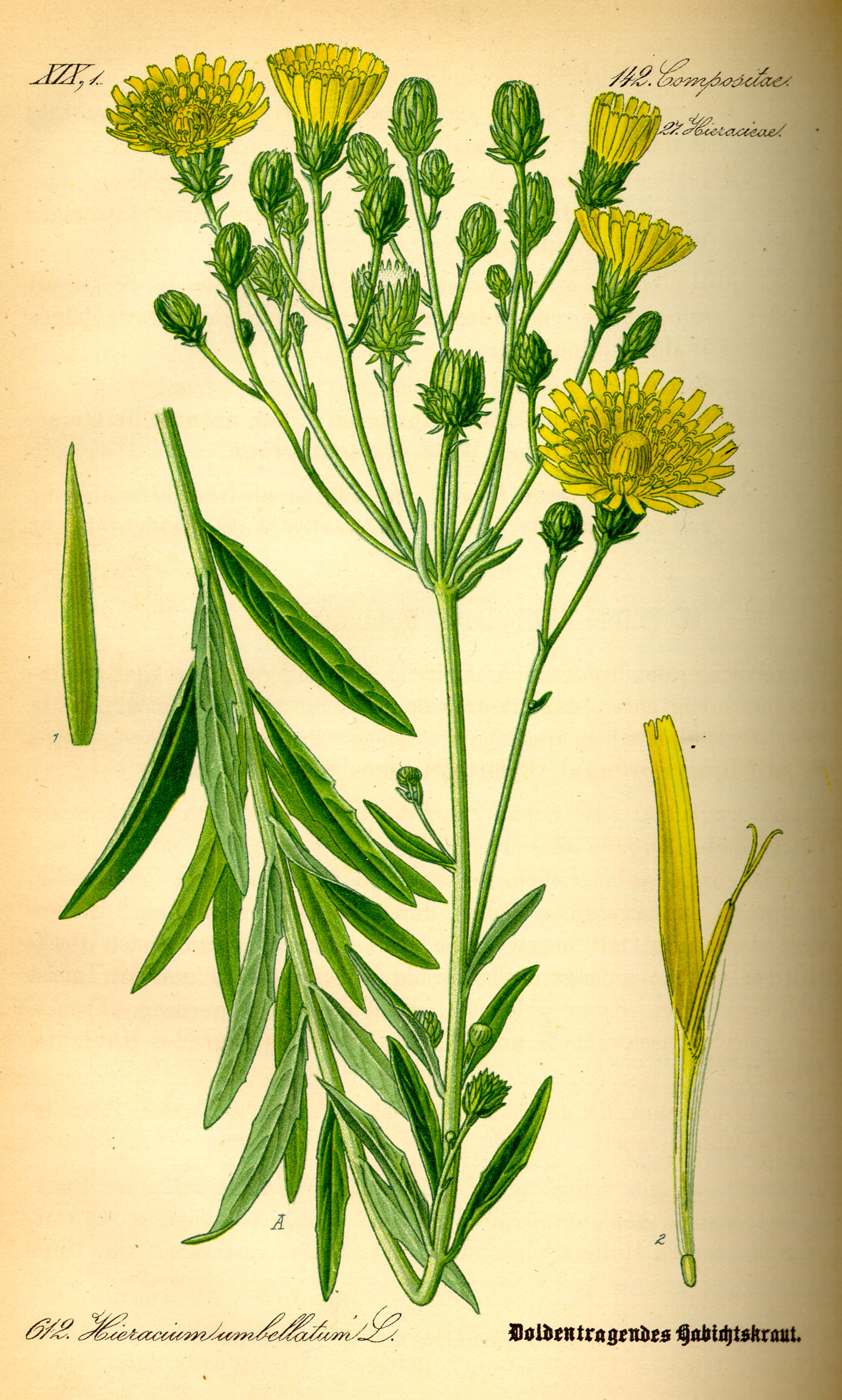
Untergattung Hieracium: Illustration vom Doldigen Habichtskraut (Hieracium umbellatum)

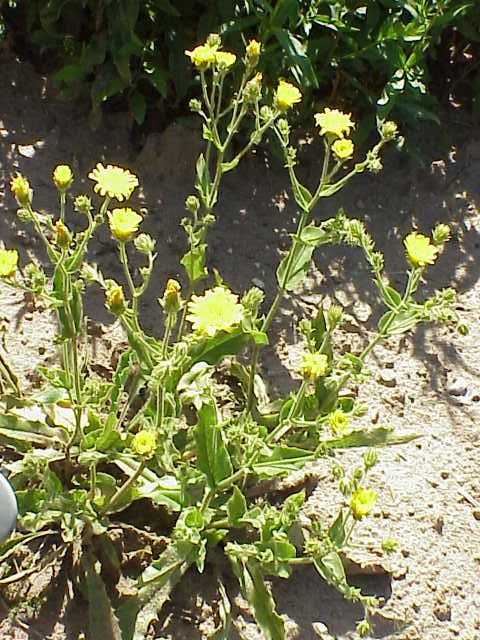
Untergattung Hieracium: Stängelumfassendes Habichtskraut (Hieracium amplexicaule)

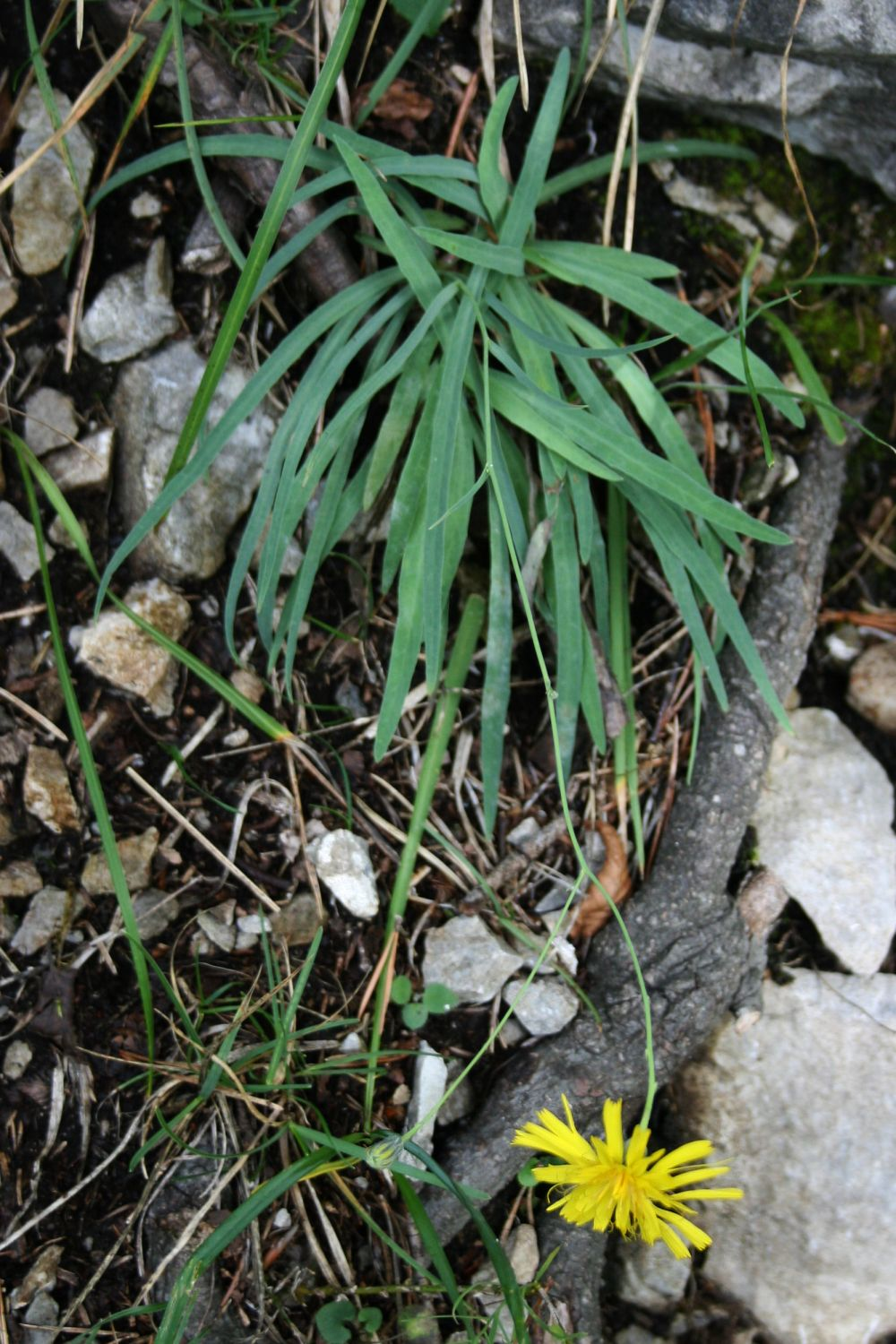
Untergattung Hieracium: Hasenohr-Habichtskraut (Hieracium bupleuroides)

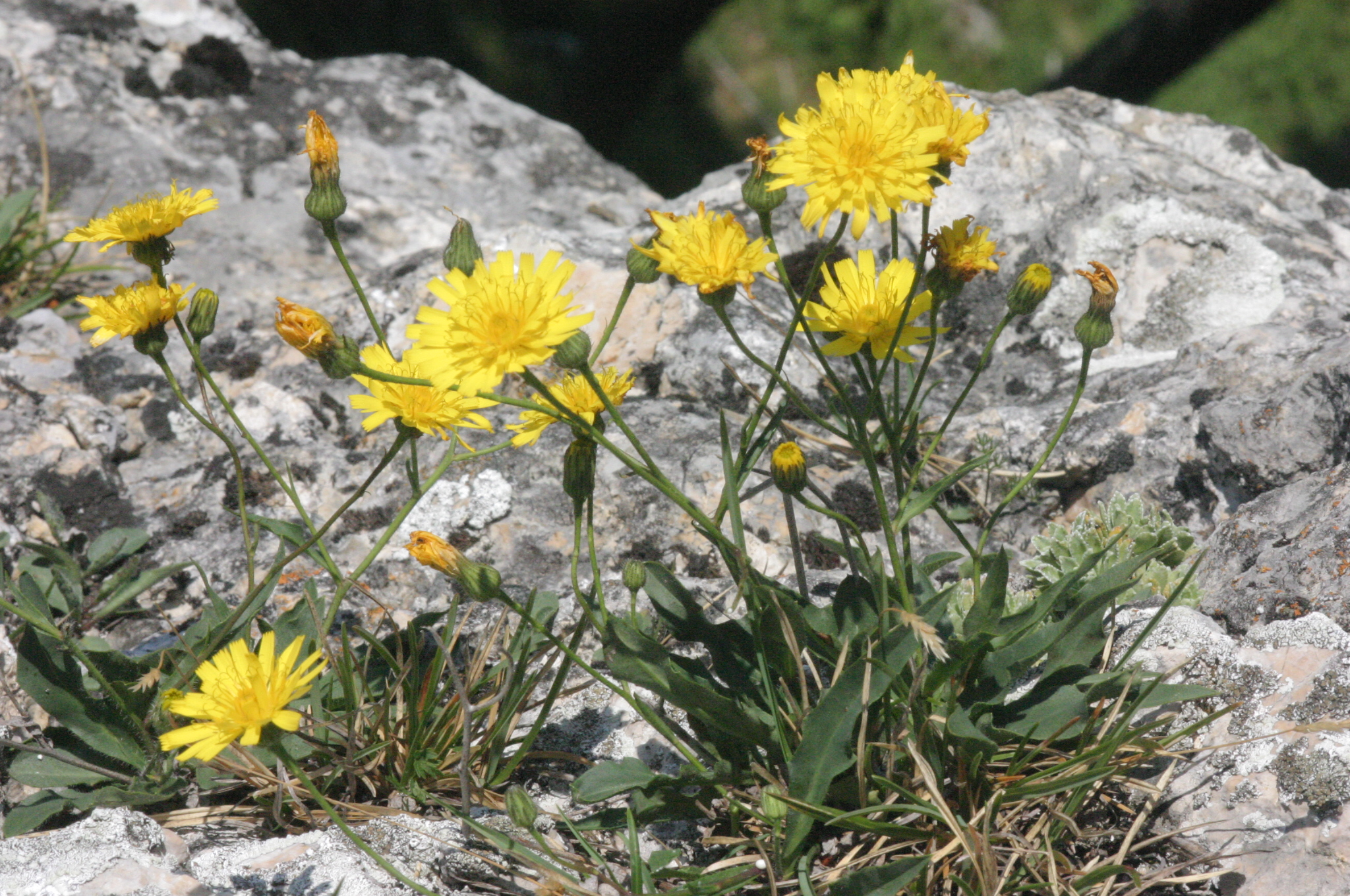
Untergattung Hieracium: Niedriges Habichtskraut (Hieracium humile)

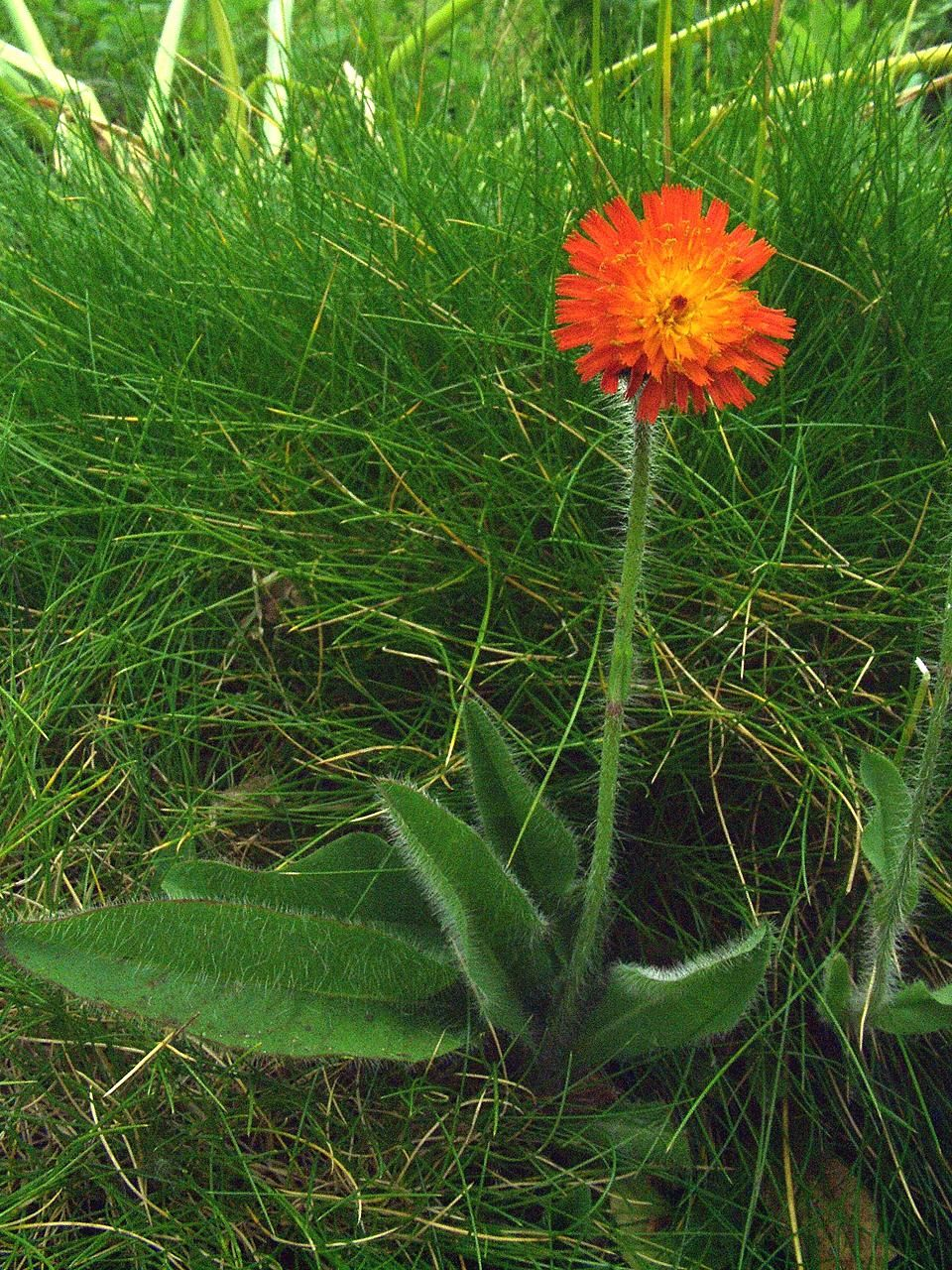
Untergattung Pilosella: Orangerotes Habichtskraut (Hieracium aurantiacum)

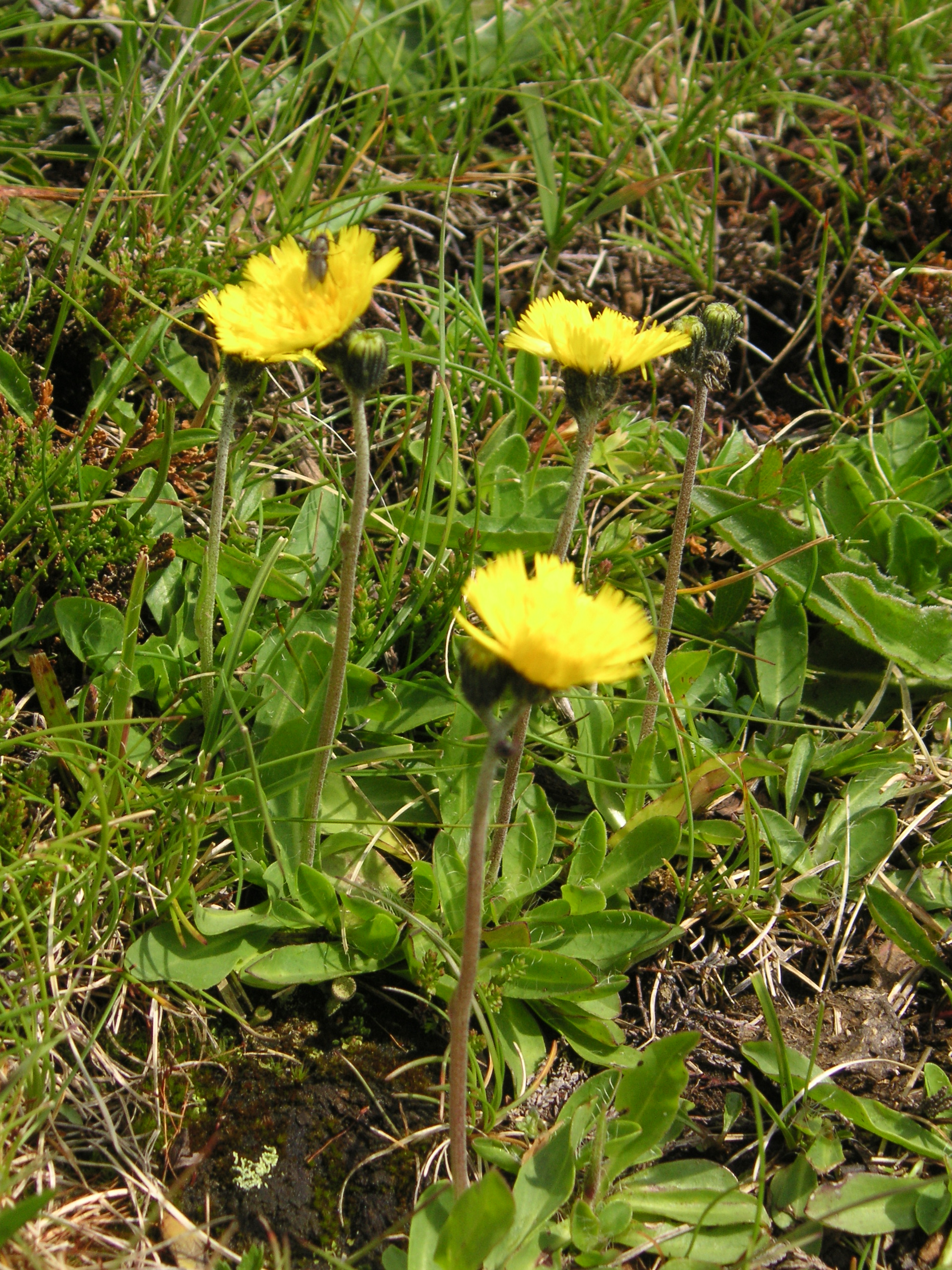
Untergattung Pilosella: Geöhrtes Habichtskraut (Hieracium lactucella)

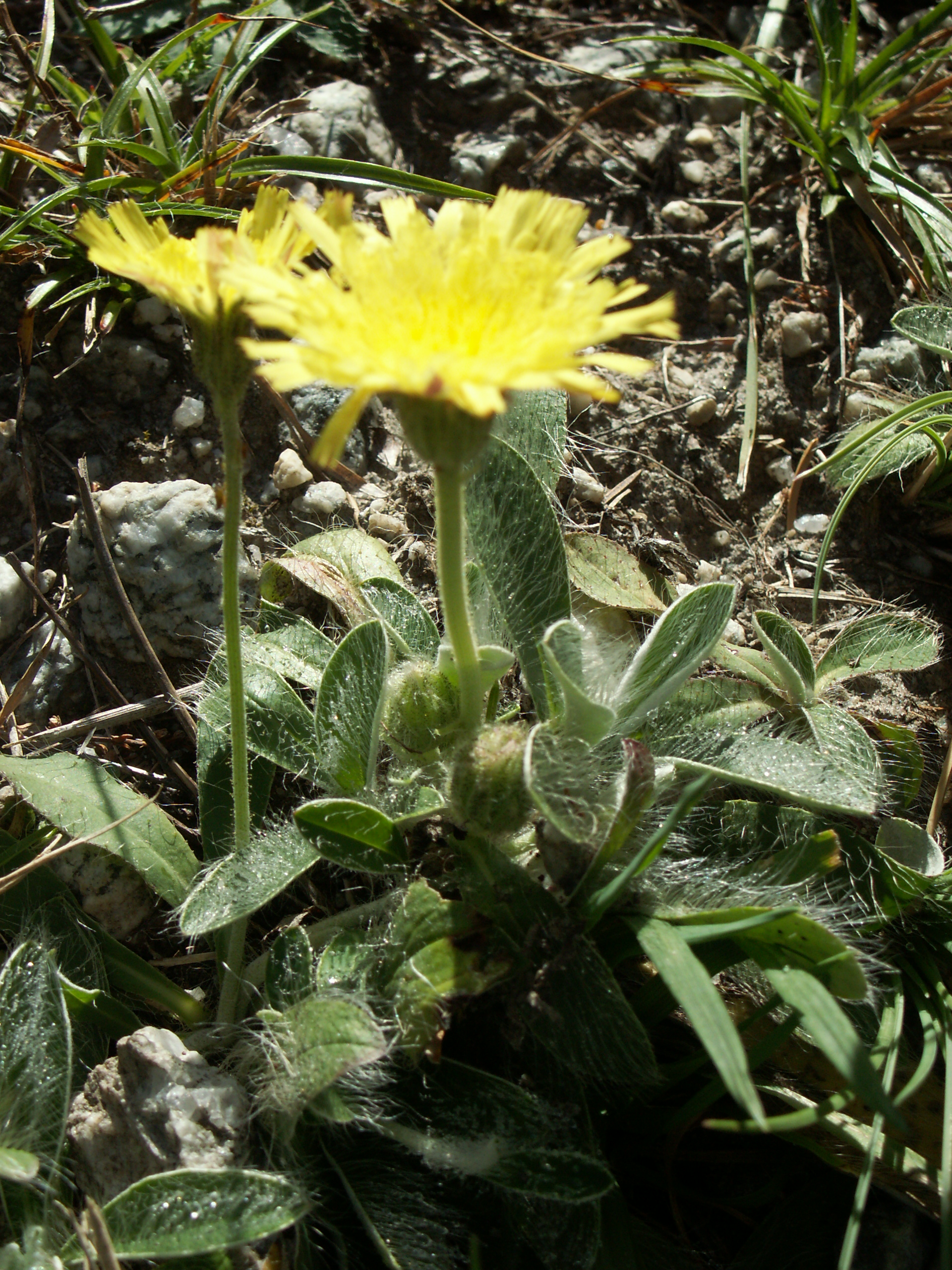
Untergattung Pilosella: Peletiers Habichtskraut (Hieracium peleterianum)

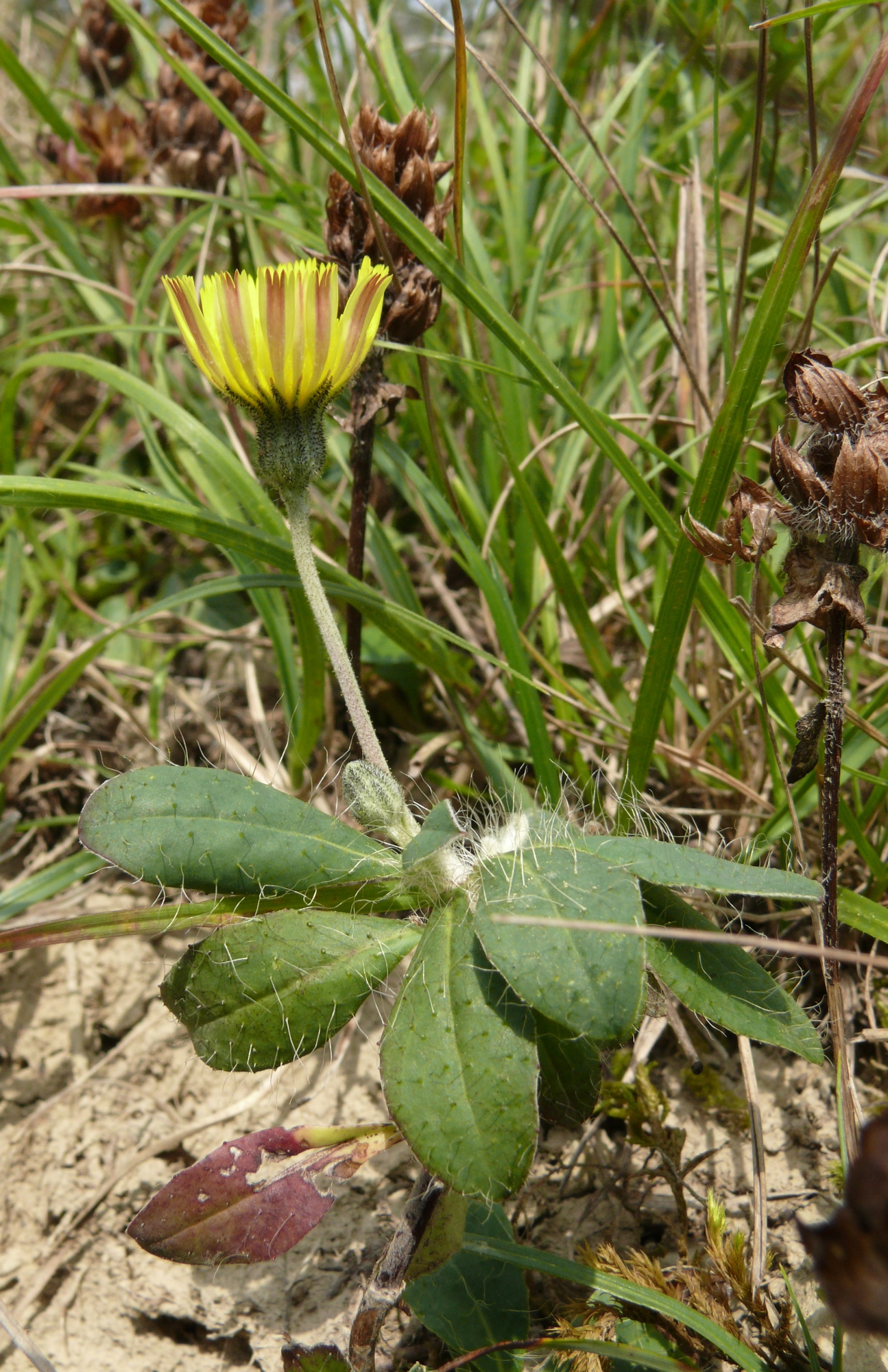
Untergattung Pilosella: Kleines Habichtskraut (Hieracium pilosella)

Manche Habichtskräuter (Hieracium) sehen dem Pippau (Crepis) ähnlich.

### Vegetative Merkmale
Die Habichtskraut-Arten sind meist ausdauernde krautige Pflanzen, die je nach Art Wuchshöhen von selten 5 bis meist 20 bis 150 Zentimetern erreichen. Sie bilden meist Pfahlwurzeln, manchmal bilden sie Ausläufer (Stolonen). Die einfachen oder verzweigten Stängel sind meist aufrecht. Die gestielten oder ungestielten Laubblätter stehen oft in grundständigen Rosetten zusammen und sind an den Stängeln verteilt. Die Blattspreiten sind einfach bis fiederteilig. Die Blattränder können glatt oder gezähnt sein.
Pflanzen der Untergattung Pilosella haben häufig Ausläufer, die Blätter sind ganzrandig oder schwach gezähnelt und die Blattspreite verschmälert sich am Grund allmählich in den Blattstiel. Hingegen sind Pflanzen von Hieracium s. str. stets ohne Ausläufer, die Blätter sind oft gezähnt und haben einen keiligen, gestutzten, herzförmigen oder abgerundeten Spreitengrund.

### Generative Merkmale
Die Blütezeit reicht von Mai bis August. Die körbchenförmigen Blütenstände stehen manchmal einzeln oder meist in verzweigten Gesamtblütenständen. Die Blütenkörbchen weisen einen Durchmesser von 3 bis 9 (selten bis mehr als 12) Millimetern auf. Die 5 bis 21 (selten bis mehr als 40) Hüllblätter stehen in mindestens zwei Reihen. Der Blütenstandsboden ist flach. Die Blütenkörbchen enthalten nur sechs bis über 150 Zungenblüten. Die Farbe der fünfzipfeligen Zungenblüten ist meist gelb, manchmal weiß oder gelblichweiß, selten orangefarben.
Die Achänen sind meist rotbraun oder schwarz mit meist zehn Rippen. Der Pappus besteht aus 20 bis 80 weißen Borstenhaaren, die mehr oder weniger gleich oder ungleich sind; sie können in ein, zwei oder mehr Reihen stehen. Bei Hieracium s. str. sind die Früchte (2,5–)3–5 mm lang. Ihre Rippen verschmelzen oben in einen ringförmigen, ungezähnten Wulst, während bei den 1–2,5 mm langen Früchten der Untergattung Pilosella jede Rippe oben in einem kurzen, zahnartigen Vorsprung endet.

## Verbreitung
Hieracium-Arten finden sich in Europa, Nordasien wie auch in Amerika.

## Systematik
Der Gattungsname Hieracium wurde 1753 durch Carl von Linné in Species Plantarum erstveröffentlicht. Als Lectotypus wurde 1913 Hieracium murorum festgelegt. Synonyme für Hieracium L. sind Stenotheca Monnier sowie Pilosella Hill.

### Namensgebung
Das griechische Wort hierax bezeichnet einen Habicht oder Falken und bezieht sich vermutlich auf die Enden der Zungenblüten, die Habichtschwingen ähneln. Auch sollen die Kräuter auf hohen Felsen wachsen, die nur für Habichte erreichbar sind. Der Sage nach sollen Habichte mit dem Milchsaft ihre Augen schärfen.

## Arten (Auswahl)
Je nach zugrunde gelegtem Artbegriff werden etwa 850 bis 1000 Arten unterschieden. In Deutschland kommen davon etwa 180 Arten vor.
Die Gattung der Habichtskräuter (Hieracium) wird üblicherweise in zwei Untergattungen aufgeteilt, die aber auch oft als getrennte Gattungen, Hieracium s. str. und Pilosella, behandelt werden:

### Echte Habichtskräuter (Hieraciumsubgen.Hieracium) (Auswahl)
- Alpen-Habichtskraut (Hieracium alpinum L.)
- Stängelumfassendes Habichtskraut (Hieracium amplexicaule L.), mit vielen Unterarten
- Hieracium argutum Nutt.
- Gabeliges Habichtskraut (Hieracium bifidum Kit. ex Hornem.), mit sehr vielen Unterarten
- Hieracium bolanderi A.Gray
- Hieracium brevipilum Greene
- Hasenohr-Habichtskraut (Hieracium bupleuroides C.C.Gmel.), mit vielen Unterarten
- Blaugraues Habichtskraut (Hieracium caesium (Fr.) Fr.), mit sehr vielen Unterarten
- Hieracium carneum Greene
- Hieracium crepidispermum Fr.
- Hieracium fendleri Sch.Bip.
- Pfeilblättriges Habichtskraut (Hieracium fuscocinereum Norrl.)
- Blaugrünes Habichtskraut (Hieracium glaucum All.), mit vielen Unterarten
- Hieracium greenei A.Gray
- Hieracium gronovii L.
- Hieracium heldreichii Boiss.
- Niedriges Habichtskraut (Hieracium humile Jacq.): Sie kommt in Algerien, Spanien, Frankreich, Korsika, Italien, Deutschland, in der Schweiz, in Österreich, Liechtenstein, Slowenien, Kroatien, Serbien, Bosnien-Herzegowina und Montenegro vor, in Griechenland sind die Vorkommen fraglich.[6]
- Hieracium korshinskyi Zahn
- Gewöhnliches Habichtskraut (Hieracium lachenalii Suter), mit sehr vielen Unterarten
- Glattes Habichtskraut (Hieracium laevigatum Willd.), mit sehr vielen Unterarten
- Hieracium longiberbe Howell
- Hieracium longipilum Torr. ex Hook.
- Hieracium megacephalum Nash
- Hieracium morii Hayata
- Wald-Habichtskraut (Hieracium murorum L., Syn: Hieracium sylvaticum (L.) Gouan), mit sehr vielen Unterarten
- Trothaer Habichtskraut (Hieracium norvegicum subsp. trothanum)
- Hieracium nudicaule (A.Gray) A.Heller
- Hieracium paniculatum L.
- Hieracium pannosum Boiss., mit vielen Unterarten
- Hieracium parryi Zahn
- Grauzottiges Habichtskraut (Hieracium piliferum Hoppe), mit etwa neun Unterarten
- Wollköpfiges Habichtskraut (Hieracium pilosum Froel.), mit vielen Unterarten
- Hasenlattich-Habichtskraut (Hieracium prenanthoides Vill.), mit vielen Unterarten
- Hieracium pringlei A.Gray
- Traubiges Habichtskraut (Hieracium racemosum Willd.), mit vielen Unterarten
- Hieracium regelianum Zahn
- Hieracium robustum Fr.
- Savoyer Habichtskraut (Hieracium sabaudum L.), mit vielen Unterarten
- Blasses Habichtskraut (Hieracium schmidtii Tausch), mit sehr vielen Unterarten
- Doldiges Habichtskraut (Hieracium umbellatum L.)
- Starkbehaartes Habichtskraut (Hieracium valdepilosum Vill.), mit sehr vielen Unterarten
- Zottiges Habichtskraut (Hieracium villosum Jacq.)
- Hieracium virosum Pall.

### Mausohr-Habichtskräuter (Hieraciumsubgen.Pilosella) (Auswahl)
- Hieracium abscissum Less., Syn. Pilosella abscissa (Less.) F.W. Schultz & Sch. Bip.
- Hieracium albiflorum Hook., Syn. Pilosella albiflora (Hook.) F.W. Schultz & Sch. Bip.
- Gletscher-Habichtskraut (Hieracium angustifolium Hoppe, Syn. Pilosella glacialis (Reyn.) F.W.Schultz & Sch.Bip.), mit sehr vielen Unterarten
- Orangerotes Habichtskraut (Hieracium aurantiacum L., Syn. Pilosella aurantiaca (L.) F.W.Schultz & Sch.Bip.)
- Ungarisches Habichtskraut (Hieracium bauhini Schult., Syn. Pilosella piloselloides subsp. bauhini (Schult.) S.Bräut. & Greuter)
- Wiesen-Habichtskraut (Hieracium caespitosum Dumort., Syn. Pilosella caespitosa (Dumort.) P.D.Sell & C.West)
- Trugdoldiges Habichtskraut (Hieracium cymosum L., Syn. Pilosella cymosa (L.) F.W.Schultz & Sch.Bip.)
- Natterkopf-Habichtskraut (Hieracium echioides Lumn., Syn. Pilosella echioides (Lumn.) F.W.Schultz & Sch.Bip.)
- Ausläuferreiches Habichtskraut (Hieracium flagellare Willd., Syn. Pilosella flagellaris (Willd.) P.D.Sell & C.West)
- Hoppes Habichtskraut (Hieracium hoppeanum Schult., Syn. Pilosella hoppeana (Schult.) F.W.Schultz & Sch.Bip.), mit mehreren Unterarten
- Hieracium horridum Fr., Syn. Pilosella horrida (Fr.) F.W.Schultz & Sch.Bip.
- Geöhrtes Habichtskraut (Hieracium lactucella Wallr., Syn. Pilosella lactucella (Wallr.) P.D.Sell & C.West)
- Großköpfiges Habichtskraut (Hieracium macranthum (Ten.) Ten., Syn. Pilosella hoppeana subsp. macrantha (Ten.) S.Bräut. & Greuter)
- Peletiers Habichtskraut (Hieracium peleterianum Mérat, Syn. Pilosella peleteriana (Mérat) F.W.Schultz & Sch.Bip.), mit mehreren Unterarten
- Kleines Habichtskraut (Hieracium pilosella L.; Syn.: Pilosella officinarum Vaill.)
- Florentiner Habichtskraut (Hieracium piloselloides Vill., Syn. Pilosella piloselloides (Vill.) Soják), mit mehreren Unterarten.
- Hieracium procerum Fr., Syn. Pilosella procera (Fr.) F.W. Schultz & Sch. Bip.

Einige neu beschriebene Arten wurden noch nicht in eine der Untergattungen zugeordnet. Zu ihnen zählen:
- Hieracium maccoshiana T.C.G.Rich: Sie wurde 2011 aus Großbritannien beschrieben.
- Hieracium sinoaestivum Sennikov: Sie wurde 2014 aus Shanxi erstbeschrieben.

Nicht zu Hieracium s. str. und Pilosella gehören:
- Grasnelken-Habichtskraut (Tolpis staticifolia (All.) Sch.Bip., Syn.: Hieracium staticifolium All., Chlorocrepis staticifolia (All.) Griseb.)
- Endivien-Habichtskraut (Schlagintweitia intybacea (All.) Griseb., Syn.: Hieracium intybaceum All.)